# Ацетофенон
Ацетофенон (метилфенилкетон, C6H5COCH3) — химическое соединение из класса жирноароматических кетонов.

## Свойства
Ацетофенон является бесцветной маслянистой жидкостью, обладающей сильным запахом цветущей черёмухи.
Хорошо растворяется в этаноле, диэтиловом эфире, ацетоне, хлороформе, бензоле. Растворимость воды в ацетофеноне составляет 1,65 % массовых, растворимость ацетофенона в воде — 0,55 % массавых.
Ацетофенон обладает всеми химическими свойствами, характерными для кетонов, а также ароматических соединений.

## Получение
Ацетофенон получают из бензола и ацетилхлорида (или уксусного ангидрида) в присутствии хлоридов железа или алюминия по реакции Фриделя — Крафтса; окислением этилбензола в жидкой фазе кислородом воздуха при 115—120 °C в присутствии катализаторов (бензоаты кобальта, меди, марганца, никеля, свинца, железа).
Так же ацетофенон получают как побочный продукт производства альфа-метилстирола окислительным методом, в результате ректификации альфа-метилстирол сырца в виде кубового остатка с 70 % содержанием ацетофенона. В результате данной реакции так же получают бензойную кислоту нейтрализацией водно-щелочного слоя серной кислотой.

## Применение
Ацетофенон и некоторые его производные используются как душистые вещества в парфюмерии. Кроме того, ацетофенон обладает снотворным действием. Его производное — хлорацетофенон — является слезоточивым веществом.

## Нахождение в природе
Ацетофенон содержится в яблоках, абрикосах, бананах и цветной капусте в незначительных количествах, не представляющих вреда.